# Prowincja Crotone
Prowincja Crotone (wł. Provincia di Crotone) – prowincja we Włoszech. 
Nadrzędną jednostką podziału administracyjnego jest region (tu: Kalabria), a podrzędną jest gmina.
Liczba gmin w prowincji: 27.